# Elias Ølsgaard
Elias Rasmussen Ølsgaard (født 18. maj 1873 i Hygum ved Jelling, død 18. december 1964 i Aarhus) var en dansk billedhugger. Han boede det meste af sit liv i Aarhus, hvor hovedparten af hans værker findes.
Han var søn af en gårdejer, men kom på Teknisk Skole i Aarhus 1893-94, hvor han samtidig arbejdede som modellør for en cementstøber. Han ville afprøve sine kunstneriske evner og kom på Sophus og Gustav Vermehrens skole, hvorefter han i 1898 blev optaget på Kunstakademiet i København. Her fik han afgangsbevis som billedhugger i 1900. Samme år fik han optaget sit første værk på Charlottenborg, hvor han senere udstillede i mange år. I 1938 lavede han selv en stor udstilling i Aarhushallen.
Straks efter sin uddannelse bosatte han sig i Aarhus, hvor arkitekten Hack Kampmann var i gang med at bygge Aarhus Teater. Maleren Karl Hansen Reistrup stod for dekorationsarbejdet, og Ølsgaard blev hans medarbejder. Senere kom han til at udføre dekorationsarbejder på en række teatre og offentlige bygninger sammen med Reistrup og Kampmann. Allerede på deres næste byggeri, Statsbiblioteket, senere Erhvervsarkivet, nu en del af Retten i Aarhus, fik Ølsgaard selv store opgaver foruden at han var formgiveren, der udførte forlæg i gips til de øvrige håndværkere. Hans bror, tegneren Jens Ølsgaard, arbejdede også med udsmykning af bygningen og tegnede det nye biblioteks ekslibris.
Ølsgaard tog på studierejser til Tyskland og Paris 1910, Østrig og Prag 1919 samt Italien 1927.

## Stil
Ølsgaard holdt sig til det naturalistiske formsprog. Tingene skulle ligne og være genkendelige. Han var uhyre produktiv og lavede mest bestillingsarbejder: monumenter, buster, portrætmedaljoner på sten og relieffer af politikere og andre offentlige personer. I hans frie skulpturer ses ofte et anekdotisk eller lidt rørende indhold i slægt med den fortællende naturalisme omkring år 1900. Hans foretrukne materialer var gips, cement og bronze. Foruden skulpturer lavede han glasmosaik sammen med den århusianske glarmester Peter Martin Sørensen.

## Ægteskab
19. november 1901 blev Elias Ølsgaard gift med Voldborg Antoinette Brøns Ølsgaard, født Appelt (1877-1939). Hun var datter af forstanderparret på Mørke Højskole og var stærkt engageret i kvindesagen (Dansk Kvindesamfund) og fredssagen (Kvindernes Internationale Liga for Fred og Frihed, hvor hun blev redaktør af bladet Fred og Frihed). Hun veg ikke tilbage for at klatre op på stilladserne og hjælpe sin mand, og han støttede hende i både kvindesag og fredssag. Desuden var de begge meget engagerede i ældresagen (Ensomme Gamles Værn).
Parret boede først i Mejlgade 36, men da der blev råd, flyttede de til Villa Flora på Dronning Margrethes Vej 14 lige syd for Riis Skov. De omdøbte huset til Villa Pax, og her havde Ølsgaard sit atelier.
Parret er begravet på Mørke Kirkegård. Elias Ølsgaard har på sin hustrus gravsten udført et bronzerelief af en hånd, der lægger en rose. På familiegravstedet ses også hans signerede bronzemedaljon på svigerfarens gravsten. Elias Ølsgaards egen gravsten er mere beskeden: en lille liggende sten uden udsmykning.

## Værker

### Aarhus

#### Aarhus Teater
Aarhus Teater var Ølsgaards første opgave og en af de sidste – han reparerede stadig stuk her, da han var over 80 år. Efter schalburgtagen mod teatret 22. februar 1945 fik Ølsgaard til opgave at restaurere den ødelagte foyer. I 1. balkons foyer ses hans portrætbuster af teatrets fire første direktører:
- Benjamin Pedersen (1910)
- Jacob Jacobsen
- Aage Garde (1924)
- Erik Henning-Jensen (1949)

#### Nordre Kirkegård[3][4]
- Politikeren Peter Sabroe, gravsten med portrætmedaljon (efter 1913) på litra D
- Thora Petersen, f. Visby, kvindeskulptur (efter 1917) på litra F[5]
- Etatsråd, grosserer Christian Filtenborg, gravsten med portrætmedaljon (efter 1919) på litra P1
- Stiftsprovst Vincent Lindhardt, portrætbuste (1915), sat på gravmonumentet (1923) efter Lindhardts død året før – på litra S1
- Politikeren og redaktøren Harald Jensen, gravsten med portrætrelief (1926) på litra D
- Tømrermester Christian N. Withen, gravsten med portrætmedaljon (efter 1943) på litra R
- Handelsskolebestyrer Niels P. Nielsen, portrætmedaljon på litra S

#### Trøjborg og Nørre Stenbro
- Glasmosaik og -maleri på De gamles Hjem (Bakkegården), Kirkegårdsvej 53
- Politikeren Peter Sabroe, statue (1924) i parkanlæg ved Banegårdspladsen; 1938 flyttet til Vennelystparken, da Park Alle ved det nye rådhus skulle anlægges; 1973 flyttet til Østbanetorvet, da der skulle bygges kunstmuseum i Vennelystparken
- Granitstele med tre ugler ved indgangen til Riis Skov fra Marienlundsvej (1951)[6]
- To hunde (basrelief i cement 1952) ved indgangen til Riis Skov ud for Ølsgaards bolig og atelier på Dronning Margrethes Vej 14
- Den fattige enkes skærv (bronze 1956) ved indgangen til Sankt Johannes Kirke, skænket af Ølsgaard til kirken, som var hans sognekirke[7]

#### Aarhus midtby
- De 12 stjernetegn på husets forside og stukarbejderne på hvælvene i vestibulen og den store læsesal (1902) på Erhvervsarkivet, Vester Alle 12
- Borgmester Jacob Jensen, portrætbuste i Arbejdernes Produktionsforening, nu i Erhvervsarkivets læsesal
- To vægrelieffer (1908) og Den fattige enkes skærv (gips 1912)[8] samt glasmosaik og frontispice i kalksten, frimurerlogen, Christiansgade 6
- Pige, der læser lektier (cement 1918) i 1. sals højde udvendigt på nordhjørnet af den bygning, hvor N. Kochs Skole lå 1918-89[9], nu Vestjysk Bank, Åboulevarden 67
- Museumsdirektør Peter Holm, portrætbuste i bronze (1962) i Borgmestergårdens have i Den Gamle By – Ølsgaards sidste værk, da han var 88 år

- Erhvervsarkivets sydfacade med de 12 stjernetegn mellem vinduesrækkerne
- Erhvervsarkivets læsesal med stuk i loftshvælvingerne
- Frimurerlogens frontispice set fra Åboulevarden
- Skulpturen "Pige, der læser lektier" i murhjørnet på den tidligere N. Kochs Skole

#### Aarhus Syd og Marselisborg Skov
- Stuklofter med fugle, blomster og bladranker (1902) på Marselisborg Slot
- Ole Rømer, tavle med portrætrelief (1911) i Ole Rømer Observatoriets forhal efter tegning af observatoriets arkitekt Anton Rosen
- Frontispice med allegorisk fremstilling af sygdomsbekæmpelse (1913) på Marselisborg Hospital
- Løber (bronze 1935) på Kragelund Stadion, nu Lyseng Idrætscenter (ved klubhuset)
- Pan (bronze 1938) ved Kongevejen – måske Ølsgaards bedst kendte værk, hvor skovguden Pan lærer en fugl at synge
- Mindst 23 børnerelieffer over gadedørene i karréen Kongsvang Alle-Rudolph Wulffs Gade-Sønderport-Skanderborgvej i Aarhus, heraf to med årstal, hhv. 1939 og 1944[10]
- Skovnymfen med frøen i kunststen 1941 i Forstbotanisk Have
- Diskoskaster (bronze 1947) på Kragelund Stadion, nu Lyseng Idrætscenter (ved klubhuset)
- Granitstele med tre ugler ved indkørslen til Marselisborgskovene fra Strandvejen (1951)[6]

### Øvrige Jylland
- Politikeren Vilhelm Lassen, buste (1911) i anlæg ved Stationsvej i Sæby[11]
- Politikeren Laust Kristensen, sten med portrætmedaljon (1912) på Ashøj ved Hurup
- Politikeren P.P. Pinstrup, sten med portrætmedaljon (1935 på Dannerhøj i Jyske Ås, 1937 ved Godengaard i Nibe)
- Politikeren Anders Thomsen, sten med buste (1921) i anlæg i Aars
- Politikeren Anders Nielsen, helfigur i bornholmsk granit med bronzerelief, opstillet (1915) i anlæg ved Randersvej i Viborg, flyttet til mindelunden for Løvelkredsen, der blev indviet 30. september 1969 i Løvel[12]
- Overlæge Videbech, der tog initiativ til Folkekuranstalten i Hald Ege. Rå natursten 1933, opstillet på nordsiden af Videbechs Alle.
- Neptun, Vulkanus, Merkur i sandsten (1907) over Sct. Clemens Gaard på Rådhustorvet i Randers[11]
- Glasmosaik og -maleri af Moses og Elias i Sankt Peders Kirke, Randers[13]
- Højskoleforstander Marius Nikolai Appelt (Ølsgaards svigerfar), bronzemedaljon på gravsten (efter 1907) samt bronzerelief på Voldborg Ølsgaards gravsten (efter 1939) på Mørke Kirkegård.
- Politikeren Niels Pedersen-Nyskov, sten med portrætmedaljon (1924) på Thorsagers assistenskirkegård
- Murermester Rasmus Nielsens Mindeplantage, sten med portrætmedaljon (1924) øst for Bølling Sø, Funder sogn.
- Kammerassessor J.C. Mogensen, dirigent for Silkeborg Musikkorps 1872-1924, sten med bronzemedaljon (1924) i Lunden i Silkeborg
- Relieffer i beton (1942), Nygade 20 og 22 i Silkeborg[11]
- Kvindestenen, afsløret 11. september (1921) på Himmelbjerget til minde om kvindernes valgret[14] – også kaldet Dronningestenen, fordi den bærer de tre dronningenavne Margrethe, Dagmar og Thyra
- Kunstmaleren Poul Steffensen (1866-1923), gravsten med portrætrelief i bronze (1924) på Ry Kirkegård
- Troldkvinden og hendes børn, der bliver bange for et pindsvin – i cement (1957) i Skanderborg Dyrehave
- Den fattige enkes skærv (1957) i hvidmalet bronze i Kollerup Kirke, Ølsgaards sognekirke som barn
- Politikeren Svend Høgsbro, granit med bronzemedaljon (1912) i Skibelund Krat

- Anders Nielsen i Mindelunden i Løvel
- Neptun, Vulkanus, Merkur over Sct. Clemens Gaard
- Svigerfarens gravsten på Mørke Kirkegård
- Kvindestenen på Himmelbjerget
- Troldkvinden og hendes børn ved Skanderborg Sø
- Den fattige enkes skærv i Kollerup Kirke

### Øerne
- Vandkunst, Odense Vandværk (1918). Stod tidligere udendørs, men findes nu i filterbygningen, som der ikke er offentlig adgang til.[15]
- Pastor Emil Koch, portrætbuste (efter 1924) i Odense Højskoleforening, Slotsvænget. Bygningen blev senere overtaget af Henriette Hørlücks Skole, men den sal, busten står i, kaldes stadig Højskoleforeningens Sal.
- Naturvidenskabsmanden Niels Steensen, portrætbuste (1900 – en af afgangsopgaverne på billedhuggerskolen) på Landbohøjskolen i København
- Teaterdirektør Benjamin Pedersen (Aarhus Teater), portrætbuste i gips på Teatermuseet i København
- Landbrugsskoleforstander A. Svendsen, sten med portrætmedaljon i bronze (1914) ved Tune Landboskole

### Nuværende sted ukendt
- Herredsfuldmægtig A.S. Warthoe, sten med portrætrelief (1913) ved dommerboligen i Brædstrup
- Keramiker Søren Kongstrand, portrætstatuette (gips 1913, bronze 1916)
- Afholdsføreren Claus Johannsen, portrætbuste i gips (1918)
- Ludvig Holberg og Adam Oehlenschläger, bronzemedaljoner på facaden af Randers Teater
- Glasmosaik og -maleri i Årslev Kirke[16]
- Mandsfigur og kvindefigur i naturlig størrelse med hver sin lysende fakkel på Arbejdernes Forsamlingsbygning, senere Folkets Hus i Amaliegade 23 i Aarhus[17]
- Forfatteren Olaf Hansen, portrætbuste i gips (1934) på Aarhus Katedralskole, hvor han var lektor[18]
- Bronzerelieffer af overlærerne Knud Christensen og K.P. Kristensen (1945) og solur (1953) på Ny Munkegades Skole i Aarhus[18]
- Politikeren Knud Bach, sten med portrætfigur (1949) i Rønge ved Ulstrup